# Reston (Manitoba)
Pour les articles homonymes, voir Reston.
Reston est une ville du Manitoba située au sud-ouest de la province, près de la frontière avec la Saskatchewan, et faisant partie dans la municipalité rurale de Pipestone. Sa population est d'environ 550 habitants.
Son nom vient d'un village nommé Reston ([Où ?]), d'où plusieurs colons sont originaires.

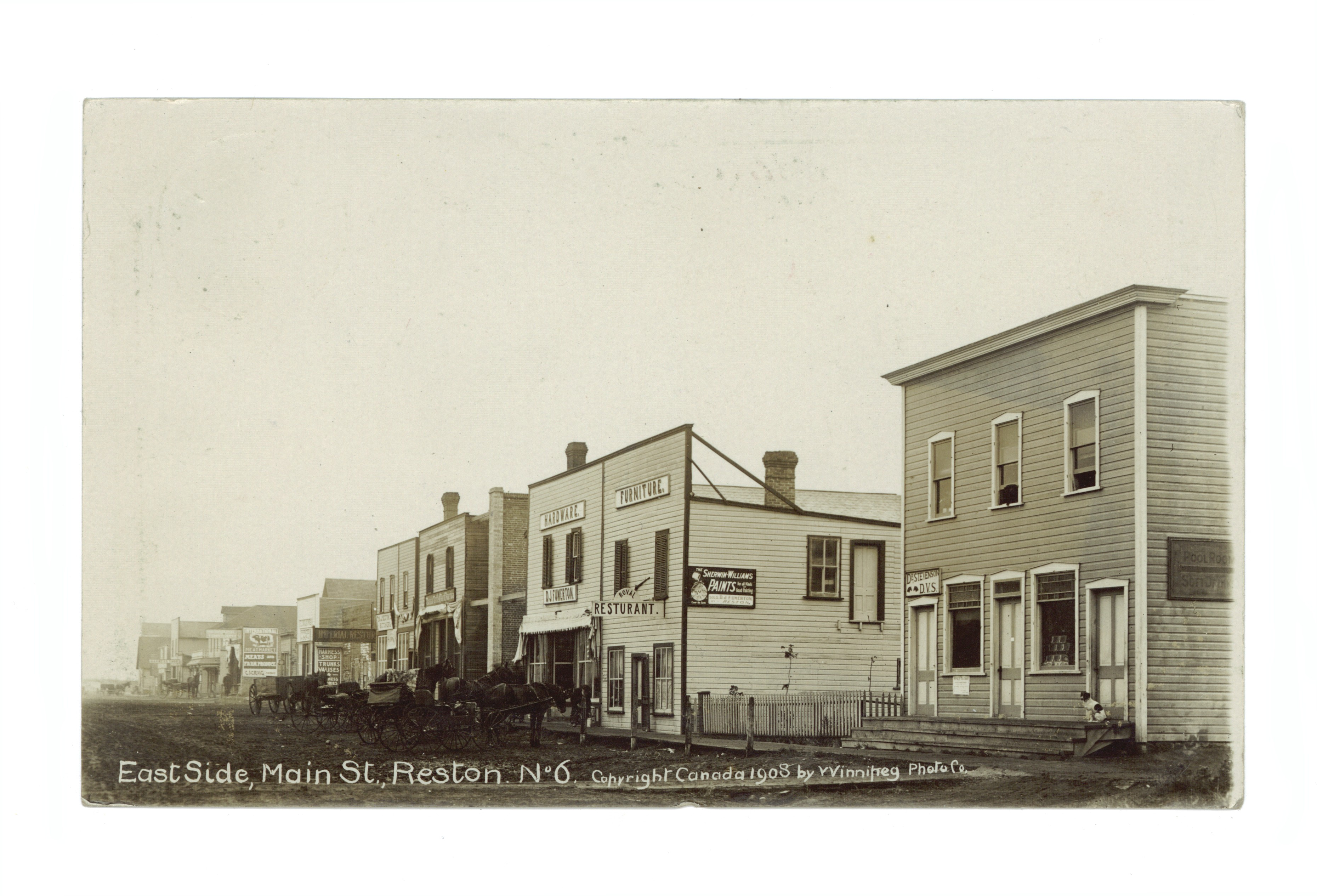
Carte postale de Reston, Manitoba : rue principale de la ville avec plusieurs charrettes tirées par des chevaux garées le long de la rue.

## Démographie
| 2011 | 2016 |
| ---- | ---- |
| 550  | 569  |

## Référence
- (en) Cet article est partiellement ou en totalité issu de l’article de Wikipédia en anglais intitulé « Reston, Manitoba » (voir la liste des auteurs).

1. ↑  « Statistique Canada - Profils des communautés de 2016 -   Reston » (consulté le 3 juin 2020)